# Slag bij Amphipolis
De Slag bij Amphipolis was een veldslag in het jaar 422 v.Chr. tijdens de Peloponnesische Oorlog tussen Athene en Sparta, bij de Griekse stad Amphipolis.

## Verovering van Amphipolis 424 v.Chr.
In de winter van 424/423 v.Chr., belegerde het Spartaanse leger onder Brasidas Amphipolis, een Griekse kolonie in Thracië aan de rivier de Strymon. De stad werd verdedigd door de Atheense generaal Eucles, deze vroeg om hulp en Thucydides (later een beroemde historicus) werd met zeven triremen door Athene gestuurd om Amphipolis te ontzetten.
Toen hij echter met zijn vloot verscheen, hadden de Spartanen de stad al bezet.
Daarop werd Thucydides door het Atheense volk op voorstel van Cleon verbannen. Brasidas sloot met de Macedonische koning Perdiccas II een verbond en viel de Thracische stad Toroni aan.

## Wapenstilstand van 423 v.Chr.
Nadat Amphipolis was ingenomen, accepteerden Athene en Sparta een wapenstilstand.
Athene hoopte de steden in Thracië te kunnen versterken, voor mogelijke nieuwe aanvallen van Brasidas en Sparta had de hoop dat de Atheners de krijgsgevangenen van de Slag bij Sphacteria zou terugsturen. De wapenstilstand duurde echter 1 jaar en terwijl onderhandelingen gevoerd werden, veroverde Brasidas de Atheense stad Scione.

## Slag bij Amphipolis 422 v.Chr.
De Atheense politicus Cleon beëindigde de wapenstilstand tussen Athene en Sparta. Hij leidde een expeditie naar Thracië, een Atheense vloot met 30 triremen, 1.200 hoplieten en 300 cavaleristen werd gestuurd naar Amphipolis. Met hulp van Atheense bondgenoten, werden de steden Torone en Scione heroverd. Daarna rukte Cleon op naar Eion en Brasidas nam met het Spartaanse leger, 2.000 hoplieten en 300 cavaleristen posities in bij Cerdylium. Toen Cleon een confrontatie met Brasidas wilde vermijden, trokken de Spartanen zich terug naar Amphipolis. Het Atheense leger kreeg de opdracht om de stad te ontzetten, maar Brasidas hield stand. Cleon brak na zware verliezen het beleg rondom de versterkte stad af en trok zich terug.
Tijdens de terugtocht werd het Atheense leger door de Spartanen overrompeld in een verrassingsaanval, Cleon en Brasidas sneuvelden beide in de veldslag. Er ontstond paniek en de Atheners vluchtten naar Eion. Het Atheense leger verloor 600 man, de Spartanen verloren 7 man. Brasidas werd geëerd als stichter van de stad en met militaire eer begraven in Amphipolis.